# Super Hits
Super Hits —en español: Super Éxitos— es el tercer álbum grandes éxitos de la cantante estadounidense Mandy Moore, el cual fue lanzado por Sony Music Entertainment  el martes 27 de agosto de 2007, en todo el mundo.

## Lista de canciones
1. Candy
2. I Wanna Be With You
3. Walk Me Home
4. Crush
5. Cry
6. Help Me
7. Drop the Pilot
8. Love You For Always
9. Feel Me
10. Have A Little Faith in Me (Mac Quayle Club Mix)